# Oslo Filharmoniske Orkester

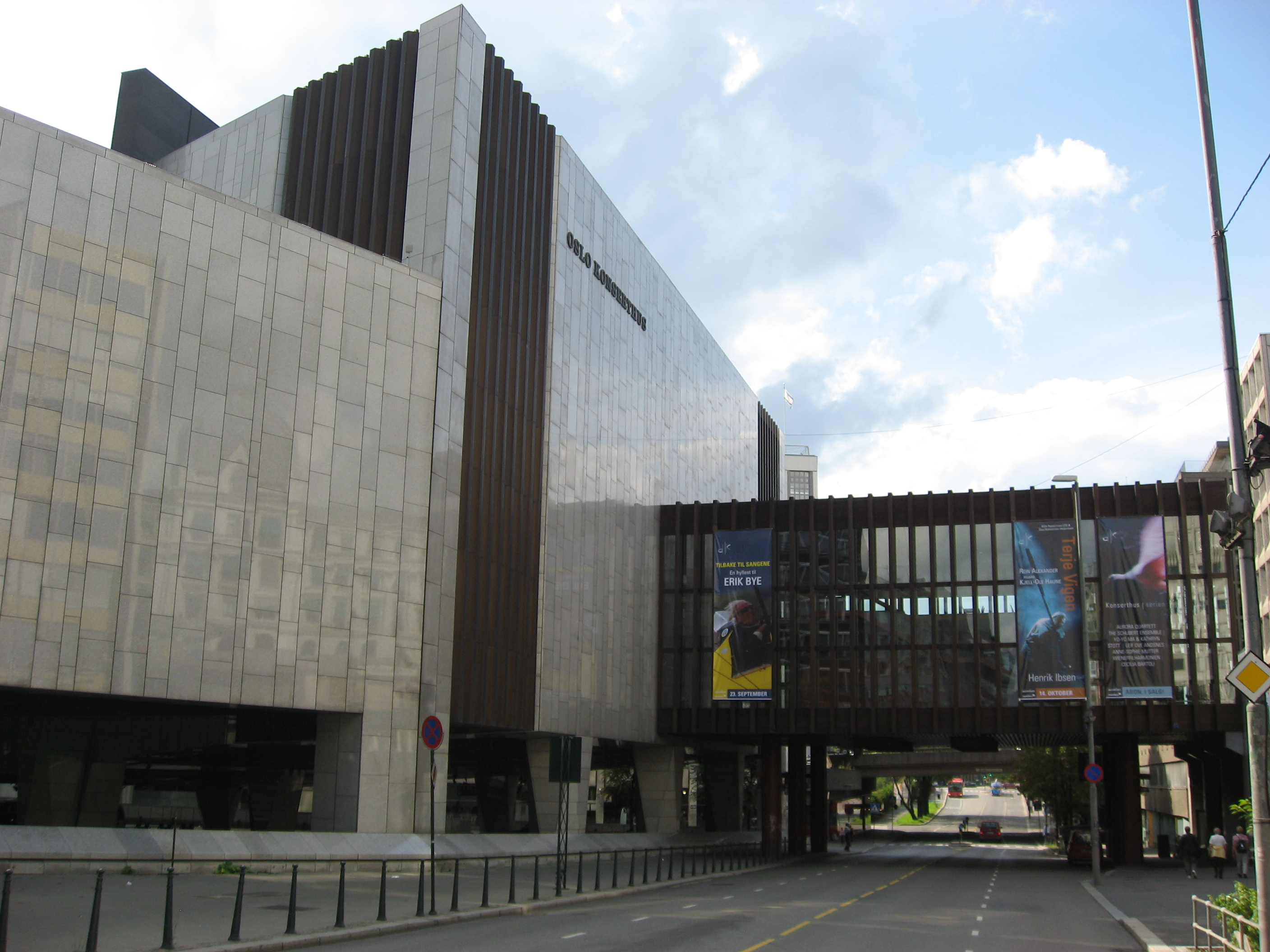
Het Concertgebouw van Oslo

Het Filharmonisch Orkest van Oslo (Oslo Filharmoniske Orkester) is het bekendste symfonieorkest van Noorwegen. Het orkest heeft zijn thuisbasis in het Concertgebouw van Oslo (Oslo Konserthus). Chef-dirigent is met ingang van het seizoen 2020-2021 de Fin Klaus Mäkelä, die de zestiende dirigent is die deze post bekleedt. Het orkest telt 107 musici.
Het orkest werd opgericht in 1919 en heette aanvankelijk Filharmonisk Selskabs Orkester. In 1979 kreeg het zijn huidige naam. Het orkest kwam in 1919 voort uit de Muziekvereniging van Kristiania (Kristiania Musikerforening), waarvan de componist Edvard Grieg in 1879 een van de oprichters was. Kristiania was destijds de naam van Oslo.
Van 1979 tot 2002 was de Let Mariss Jansons chef-dirigent van het orkest. In deze periode is het orkest internationaal meer en meer in de belangstelling komen te staan, met name door de cyclus plaatopnamen met de symfonieën van Tsjaikovksi.